# Долонки
Долонките, тракийско племе, населяващо Тракийския Херсонес (дн. Галиполски полуостров), се намирали в тесни родствени връзки с витините, тракийско население от Северозападна Мала Азия.
От VI книга на „Историята“ на Херодот научаваме, че долонките след продължителни войни срещу съседното тракийско племе апсинти отишли при Делфийския оракул за съвет. Пития ги посъветвала да поставят на трона на страната си първия човек, който ги покани на банкет след като излязат от светилището. Долонките първо минали по Свещения път през Фокида и Беотия и тъй като никой не ги поканил, завили към Атина.
Милтиад седял в преддверието на дома си и като видял долонките да минават, облечени като чужденци и с копия, ги повикал и поканил. Така Милтиад приема да замине с долонките и става техен владетел. Милтиад построява защитна стена на провлака от град Кардия до Патия, за да попречи на апсинтите да нападат и да грабят страната.